# Westminster (Colorado)
Westminster je město rozkládající se v okresech Adams County a Jefferson County ve státě Colorado ve Spojených státech amerických. Je 8. největším městem v Coloradu a 250. největším městem ve Spojených státech amerických. Nachází se asi 14 kilometrů severně od centra Denveru, největšího města v Coloradu. Na severovýchodě sousedí s městem Thornton a na jihu s městem Arvada.
K roku 2020 zde žilo 116 317 obyvatel. S celkovou rozlohou 88 km² byla hustota zalidnění 1 422 obyvatel na km². Území, kde se dnes msto nachází, bylo osídleno v roce 1859. V červenci 2006 označil magazín Money Westminster za 24. nejlepší město k životu v USA.